# سیارک ۵۹۴۰
سیارک ۵۹۴۰ (به انگلیسی: 5940 Feliksobolev، نامگذاری:1981TJ4) پنج هزار و نهصد و چهلمین سیارک کشف شده‌است که در ۸ اکتبر ۱۹۸۱ کشف شد.
قدر مطلق سیارک برابر ۱۱٫۷۰ است.